# Han böjde sig ner i ödmjukhet
Han böjde sig ner i ödmjukhet är en psalm med text och musik skriven 1976 av Pelle Karlsson.

## Publicerad i
- Segertoner 1988 som nr 450 under rubriken "Ur kyrkoåret - Jesu lidande och död – fastetiden".[1]